# Poecilimon serratus
Poecilimon serratus är en insektsart som beskrevs av Karabag 1962. Poecilimon serratus ingår i släktet Poecilimon och familjen vårtbitare. Inga underarter finns listade i Catalogue of Life.